# Praha 9
Praha 9 označuje jednotku několika způsobů členění hlavního města Prahy, které mají pokaždé jiné územní vymezení.
Městská část Praha 9 je jednotka místní samosprávy územně členěného statutárního města Prahy, která je spravována voleným zastupitelstvem, radou a úřadem městské části. Prahu 9 v tomto rozsahu tvoří celé katastrální území Prosek a části katastrálních území Vysočany, Hrdlořezy, Střížkov, Hloubětín, Libeň a Malešice.
Správní obvod Praha 9 je území, na kterém vykonává městská část Praha 9 (jednotka územní samosprávy) určitý rozsah státní správy v přenesené působnosti.
Obvod Praha 9 je jednotka územního členění státu na podobné úrovni jako okres. Funguje na ní řada článků řízení z jiných než administrativně správních oblastí (např. Obvodní soud pro Prahu 9). Městský obvod Praha 9 tvoří městské části Praha 9, Praha 18 (k. ú. Letňany), Praha 14 (k. ú. Kyje), Praha 19 (k. ú. Kbely), Praha 20 (k. ú. Horní Počernice), Praha 21 (k. ú. Újezd nad Lesy), Praha-Běchovice, Praha-Čakovice, Praha-Dolní Počernice, Praha-Klánovice, Praha-Koloděje, Praha-Satalice a Praha-Vinoř. Obvod se spádovým centrem ve Vysočanech poprvé existoval v letech 1949–1960 jako jeden z 16 městských obvodů, podruhé byl v prakticky shodném vymezení ustaven zákonem o územním členění státu s účinností od 1. července 1960 jako jeden z 10 městských obvodů, výrazně byl rozšířen v rámci zvětšování Prahy v letech 1968 a 1974. Od roku 1990 byl předefinován výčtem městských částí, ale hranice území se přitom podstatně nezměnily.

## Městská část Praha 9
Praha se člení na celkem 57 městských částí. Městské části poprvé stanovil s účinností od 24. listopadu 1990 dnes již zrušený zákon č. 418/1990 Sb., o hlavním městě Praze. Postavení a působnost městských částí v současné době upravuje zákon č. 131/2000 Sb., o hlavním městě Praze, zvláštní zákon a obecně závazná vyhláška č. 55/2000 Sb. hl. m. Prahy. Městská část je samostatný celek spravovaný voleným zastupitelstvem, radou a úřadem městské části. Stejně jako hlavní město Praha i každá městská část sama hospodaří s vlastním rozpočtem, který je sestavován individuálně dle potřeb dané městské části.
Patří k ní převážná část Vysočan (kromě Balkánu), menší část Libně (východně od trati 070), Prosek, větší část Střížkova, téměř celé Hrdlořezy, menší část Hloubětína (západně od Průmyslové a Kbelské ulice) a nepatrná část Malešic.
Sousedí s městskými částmi Praha 10, Praha 3, Praha 8, Praha 18 (Letňany), Praha 19 (Kbely) a Praha 14 (Kyje).

### Zastupitelstvo
| Koalice (21) | Koalice (21)                                              | Koalice (21)                                                                    | Opozice (12) | Opozice (12)                      | Opozice (12)                                                |
| SPOLEČNĚ pro DEVÍTKU (ODS a TOP 09) · SPOLEČNĚ pro DEVÍTKU (ODS a TOP 09) · SPOLEČNĚ pro DEVÍTKU (ODS a TOP 09) · SPOLEČNĚ pro DEVÍTKU (ODS a TOP 09) · SPOLEČNĚ pro DEVÍTKU (ODS a TOP 09) · SPOLEČNĚ pro DEVÍTKU (ODS a TOP 09) · SPOLEČNĚ pro DEVÍTKU (ODS a TOP 09) · SPOLEČNĚ pro DEVÍTKU (ODS a TOP 09) · SPOLEČNĚ pro DEVÍTKU (ODS a TOP 09) · SPOLEČNĚ pro DEVÍTKU (ODS a TOP 09) · SPOLEČNĚ pro DEVÍTKU (ODS a TOP 09) · SPOLEČNĚ pro DEVÍTKU (ODS a TOP 09) · SPOLEČNĚ pro DEVÍTKU (ODS a TOP 09) · SPOLEČNĚ pro DEVÍTKU (ODS a TOP 09) · SPOLEČNĚ pro DEVÍTKU (ODS a TOP 09) | PRAHA 9 SOBĚ · PRAHA 9 SOBĚ · PRAHA 9 SOBĚ · PRAHA 9 SOBĚ | NAŠE DEVÍTKA (STAN s podporou KDU-ČSL) · NAŠE DEVÍTKA (STAN s podporou KDU-ČSL) | ANO (s podporou ČSSD) · ANO (s podporou ČSSD) · ANO (s podporou ČSSD) · ANO (s podporou ČSSD) · ANO (s podporou ČSSD) · ANO (s podporou ČSSD) | Piráti · Piráti · Piráti · Piráti | SPD, Svobodní a Trikolora P9 · SPD, Svobodní a Trikolora P9 |

## Správní obvod Praha 9
Městská část Praha 9 vykonává rozšířenou působnost státní správy pro své vlastní území a je tak již od svého vzniku jedním ze správních obvodů, jejichž počet se 1. července 2001 ustálil na 22.

## Obvod Praha 9

### V letech 1949–1960
Poprvé existoval obvod Praha 9 označený arabskou číslicí v rámci šestnáctiobvodového uspořádání Prahy v období 1. dubna 1949 – 30. června 1960 na základě vládního nařízení č. 79/1949 Sb. Tvořily jej část Vysočan, část Libně, Prosek, Hloubětín a Hrdlořezy.
Základem obvodu Praha 9 byl dosavadní obvod Praha IX – Vysočany, který byl zaveden k 17. lednu 1923 na základě vládního nařízení č. 7/1923 Sb. a zahrnoval celé čtvrti Vysočany, Prosek a Hloubětín. Hrdlořezy byly k obvodu připojeny z dosavadního obvodu Praha XI - Žižkov, do jeho nástupnického obvodu Praha 11 byla zároveň převedena část Vysočan (okolí Balkánu). Z obvodu Praha VIII - Libeň se do Prahy 9 dostala část Libně (na východ od oblouku turnovsko-kralupsko-pražské dráhy).

### Od roku 1960
Od 11. dubna 1960 zákon č. 36/1960 Sb. vymezil v Praze 10 obvodů. Jedním z nich je i obvod Praha 9, který se v podstatě nelišil od dosavadního obvodu Praha 9.
K 1. lednu 1968 se obvod rozšířil o nově připojený městys Čakovice a obce Kbely, Kyje, Letňany, Miškovice, Třeboradice. V roce 1970 přibyly Hostavice (některé zdroje uvádějí připojení už v roce 1968 společně s Kyjemi). V rámci rozšiřování Prahy zákonem ČNR č. 31/1974 Sb. od 1. července 1974 přibyly do Prahy 9 Běchovice, Klánovice, Koloděje, Dolní Počernice, město Horní Počernice, Satalice, Újezd nad Lesy a Vinoř.
V současné době obvod zahrnuje obvod Praha 9 městské části Praha 9, Praha 18 (Letňany), Praha-Čakovice, Praha 19 (Kbely), Praha-Vinoř, Praha-Satalice, Praha 14 (Kyje), Praha-Dolní Počernice, Praha 20 (Horní Počernice), Praha 21 (Újezd nad Lesy), Praha-Klánovice, Praha-Běchovice a Praha-Koloděje.
Sousedí s městskými obvody Praha 8, Praha 3, Praha 10 a s obcemi Hovorčovice, Veleň, Přezletice, Podolanka, Jenštejn, Radonice, Zeleneč, Šestajovice, Jirny, Úvaly, Květnice a Sibřina.
Od roku 1990 není obvod Praha 9 jednotkou územní samosprávy ani obecné státní správy, ale je značen na tabulích územní orientace a jsou podle něj nadále organizovány například justice, finanční úřady nebo pošta. Na území obvodu Praha 9 se nachází 6 z 22 pražských správních obvodů podle systému zavedeného 1. ledna 2002: tyto působnosti vykonávají pro své území a případně i pro přidělené ostatní městské části úřady těch městských částí, jejichž název obsahuje číslo obvodu.